# M·馬尼坎丹
M·馬尼坎丹（英語：M. Manikandan）是一名印度電影導演、編劇、製片人和攝影師。他的職業生涯始於擔任坦米爾電影的助理攝影師。他的導演處女作是短片《Wind》（2010年），並在《披薩的滋味》（2015年）等長片中獲得突破，該片獲得印度國家電影獎最佳兒童電影。2022年，其製作電影《最后一个农夫》獲得印度國家電影獎坦米爾語最佳長片。

## 生平
馬尼坎丹出生於坦米爾那都邦馬杜賴縣烏西拉姆帕蒂的一個警察家庭。由於父親經常調動工作，馬尼坎丹的家經常搬遷。完成學業後，他成功獲得汽車工程文憑。之后，他對攝影產生濃厚的興趣，並開始婚紗攝影師的職業生涯。在此期間，他也為學校和學院設計身份證，以便為在Mindscreen電影學院（由導演兼攝影師拉吉夫·梅農管理的一所電影學院）學習數位攝影課程存錢。
2000年代中期，他作為坦米爾電影的助理攝影師開始自己的電影生涯。在此期間，他與他人合作撰寫多部短片劇本。他的導演處女作短片《Wind》（2010年）為他帶來重大突破，不仅為他帶來了很多好評，更在多個電影節上放映。除此之外，該片还引起了坦米爾電影導演Vetrimaaran的注意，並幫助他製作自己的電影處女作《披薩的滋味》（2015年）。《披萨的滋味》圍繞著兩個貧民窟的孩子展開，他們生活中唯一的願望就是品嚐披薩。該片在2014年多倫多國際影展首映，並於2015年6月在戲院上映。在第62屆印度國家電影獎上，該片獲得最佳兒童電影和最佳兒童藝術家兩項榮譽，在第13屆洛杉磯印度電影節上还獲得最佳長片觀眾獎。
2021年，馬尼坎丹簽下伊萊雅·拉賈為其電影《最后一个农夫》創作歌曲和背景音樂，該片獲得第69屆印度國家電影獎坦米爾語最佳長片。然而，因為他對這位資深作曲家的背景音樂不滿意，故以桑塔什·那拉亞南取代伊萊雅·拉賈，也促使伊萊雅·拉賈向印度音樂作曲家協會投訴馬尼坎丹。
2024年2月，幾名竊賊闖入馬尼坎丹位於烏西拉姆帕蒂的第二個家，並偷走金錢、金銀。幾天後，竊賊匿名歸還馬尼坎丹。因《最后一个农夫》於2022年時獲得印度國家電影獎，也讓此偷竊事件引起國際關注。

## 影視作品
| 年份 | 標題         | 標題               | 職務 | 職務 | 職務 | 備註     |
| 年份 | 譯名         | 原名               | 導演 | 編劇 | 攝影 | 備註     |
| ---- | ------------ | ------------------ | ---- | ---- | ---- | -------- |
| 2010 | 不適用       | Wind               | 是   | 是   | 是   | 短篇電影 |
| 2015 | 披薩的滋味   | Kaaka Muttai       | 是   | 是   | 是   |          |
| 2015 | 病毒         | Kirumi             | 否   | 是   | 否   |          |
| 2016 | 罪与罚       | Kuttrame Thandanai | 是   | 是   | 是   |          |
| 2016 | 天命         | Aandavan Kattalai  | 是   | 是   | 否   |          |
| 2022 | 最后一个农夫 | Kadaisi Vivasaayi  | 是   | 是   | 是   | 兼製片人 |

## 獲獎與提名
| 年份 | 獎項           | 分類             | 獲獎作品         | 結果 | 來源   |
| ---- | -------------- | ---------------- | ---------------- | ---- | ------ |
| 2014 | 印度國家電影獎 | 最佳兒童電影     | 《披薩的滋味》   | 獲獎 |        |
| 2015 | 印度國家電影獎 | 坦米爾語最佳導演 | 《披薩的滋味》   | 提名 | [ 12 ] |
| 2022 | 印度國家電影獎 | 坦米爾語最佳長片 | 《最后一个农夫》 | 獲獎 | [ 7 ]  |

## 外部連結
- M·馬尼坎丹在互联网电影资料库（IMDb）上的資料（英文）